# پیکنیک پوینت (واشینگتن)
پیکنیک پوینت (به انگلیسی: Picnic Point) یک منطقهٔ مسکونی در ایالات متحده آمریکا است که در واشینگتن واقع شده‌است. پیکنیک پوینت  ۸٬۸۰۹ نفر جمعیت دارد و ۲۴٫۰۸ متر بالاتر از سطح دریا واقع شده‌است.